# 파동소광

화성기원의 편마암 내 석영에서 나타나는 파동소광.

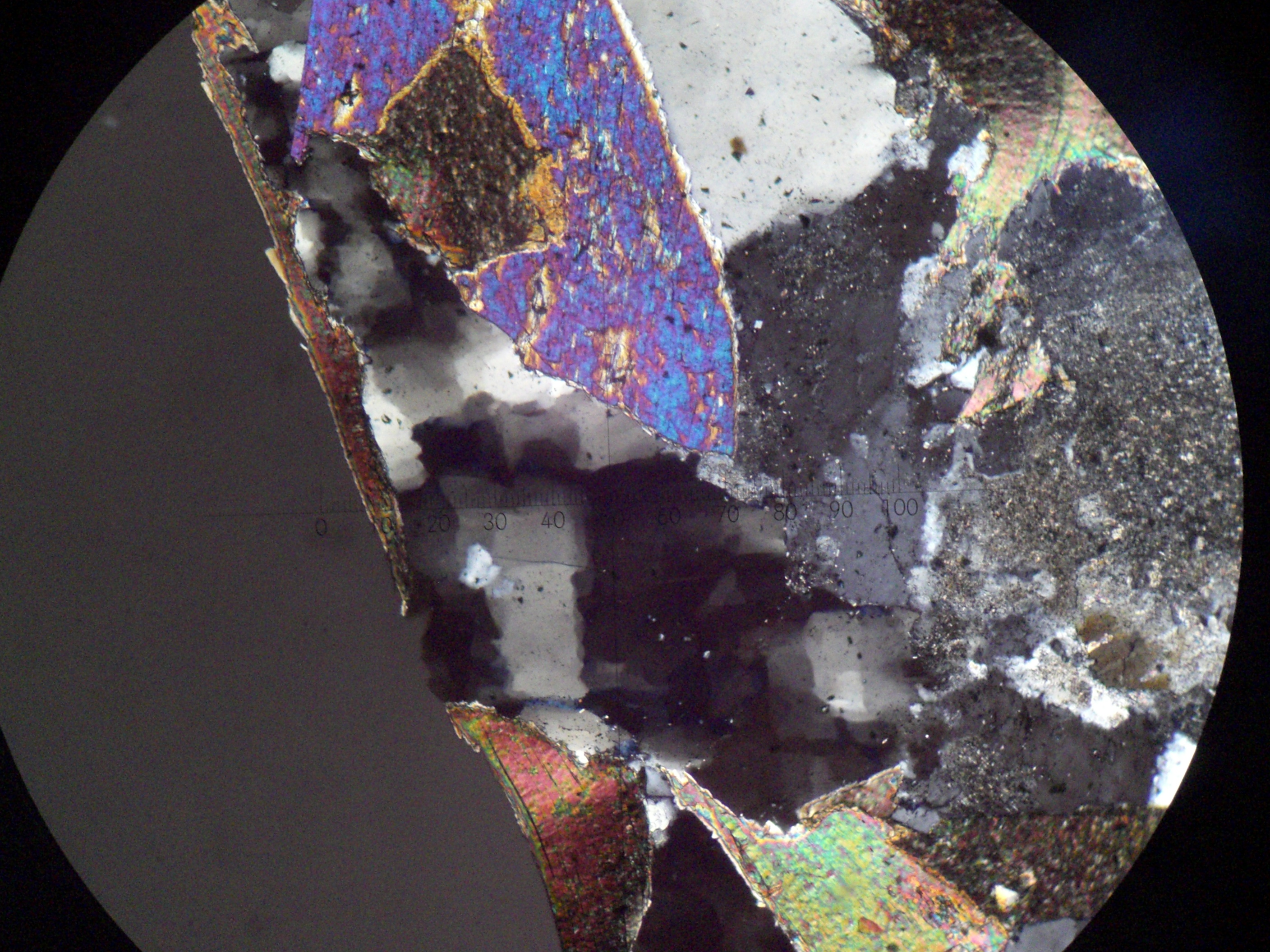

파동소광(undulose extinction 혹은 undulatory extinction)은 암석박편을 직교니콜 하에서 회전시키며 관찰할 때 특정 광물에서 나타나는 소광특성을 지칭하는 용어이다. 변형되지 않은 광물의 경우, 소광이 광물 전체에 걸쳐 동시에 일어나나, 소성변형작용을 받고 복원작용이 일어나지 않은 광물의 경우에는 이러한 소광이 일어나게 된다. 소성변형작용을 받고 걸린 응력이 풀리지 않은 광물은 격자구조에서 일부 열들이 빠지게 된다. 이로 인해 광물의 일부분은 다른 부분에 대해 소광각이 달라지게 되며, 소광시 전체가 동시에 소광되지 않고 특정 부분이 얼룩덜룩하게 소광이 진행되는 양상을 보인다.
파동소광은 석영에서 가장 흔하며, 그렇기 때문에 관찰하는 광물이 석영인지 판단하는 것에 자주 사용되나, 석영이 아닌 다른 거의 모든 광물에서 관찰될 수 있다.
이러한 파동소광현상은 광물이 소성변성작용을 받기 이전에 성장했다는 것을 지시해 준다. 일부 광물의 경우 미약하거나 국부에만 작용하는 소규모 변성작용으로도 쉽게 파동소광현상을 나타낼 수 있다.